# Cal de Marrakech

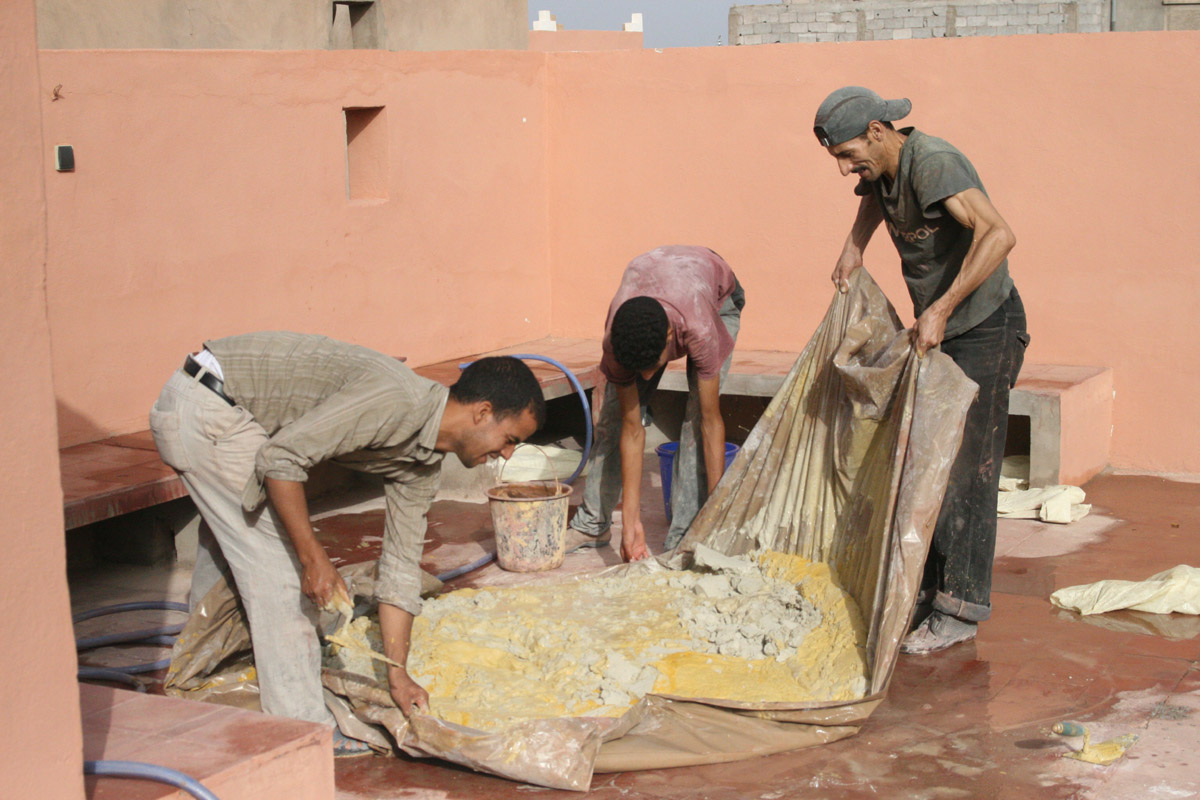
Cal de Marrakech mezclada con agua y pigmento amarillo para hacer el tadelakt en Riad Dar Rita, Uarzazat, Marruecos.

La cal de Marrakech es una variedad de cal artesanal que se produce en la región de Marrakech.
Las canteras de piedra caliza de Marrakech contienen de forma natural sílice, alúmina, cuarzo y otros minerales. Tras el proceso final de adición de agua, la cal sigue manteniendo muchas partículas crudas, que la hacen una cal «cargada» de agregados de forma natural.
Esta cal es el material esencial para la consecución del tadelakt tradicional.